# Királylehota
Királylehota (szlovákul Kráľova Lehota) község Szlovákiában, a Zsolnai kerület Liptószentmiklósi járásában. Feketevág település tartozik hozzá.

## Fekvése
Liptószentmiklóstól 15 km-re délkeletre, a Fehér- és a Fekete-Vág összefolyásánál fekszik.

## Nevének eredete
A szláv lehota kiváltságot jelent, az adózás alól egy időre felmentett településeket jelölték így. Nevének előtagja arra utal, hogy a település királyi birtokon keletkezett.

## Története
A település a 14. század elején keletkezett királyi birtokon. Lakóit szolgálataikért és hűségükért I. Lajos király bőkezűen jutalmazta, amikor 1361. június 24-én kelt oklevelében a Vág folyótól a Bocáig és Vacokig terjedő királyi földeket és erdőket Egyednek és fiainak: Miklósnak, Barnabásnak, Kristinnek és Hanknak adta. Ez egyben a település első említése is. Az említett oklevélben a király egyúttal felmenti őket minden adófizetési kötelezettség alól. Lakóinak ezen kiváltságait 1390-ben Luxemburgi Zsigmond, majd 1552-ben I. Ferdinánd király is megerősítette. A 16. században a község határa elérte a 29500 hektárt és a Szepességtől egészen Breznóbánya városig terjedt. Ebben az időben lakói szinte mind nemes emberek voltak. 1784-ben a falunak 777 lakosa volt. 1785-ben Liptó vármegye 96 településén 1662 nemes élt, közülük 190-en Királylehotán. Egykor vasérc és rézbányái működtek, lakói tutajozással, halászattal foglalkoztak.
A 18. század végén Vályi András így ír róla: „Király Lehota. Elegyes falu Liptói Várm. földes Urai Lehoczky, és több Uraságok, lakosai leg inkább evangelikusok, fekszik Hibbéhez közel, mellynek filiája, fölgye meg lehetős, kézi munkával is kereshetnek, mind a’ két féle fájok van; legelője szoross, és a’ Sz. Miklósi piatzozástól három órányira an.”
1828-ban lakóinak száma már elérte a 900-at. Egy 1841-es feljegyzés megemlíti a település legnagyobb nemesi családját: a Lehotszky családot, melynek 400 tagja élt itt.
Fényes Elek 1851-ben kiadott geográfiai szótárában így ír a faluról: „Lehota (Király) (Kralova Lehota), tót falu, Liptó vmegyében, a Fekete és Fejér Vágh vizek összefolyásánál. Innen kezdve a Vágh már szálhajókon hajókázható; lakják 321 kath., 641 evang., 28 zsidók, sok nemesség. F. u. a kamara, Lehoczky, és más famil.”
A 19. században csatolták hozzá Feketevág települést. A trianoni diktátumig Liptó vármegye Liptóújvári járásához tartozott.

## Népessége
| Év:            | 1994. | 2004.    | 2014.   | 2024.   |
| -------------- | ----- | -------- | ------- | ------- |
| Emberek száma: | 725   | 634      | 593     | 602     |
| Eltérés:       |       | -12,55 % | -6,46 % | +1,51 % |

| Év:            | 2023. | 2024.   |
| -------------- | ----- | ------- |
| Emberek száma: | 601   | 602     |
| Eltérés:       |       | +0,16 % |

1910-ben 541-en, többségében szlovákok lakták, jelentős magyar kisebbséggel.
2011-ben 606 lakosából 566 szlovák és 26 cigány.

## Nevezetességei
- Nemesi múltjára 8 klasszicista kúria emlékeztet.
- Itt áll Strobl Alajos egykori gótikus tornyos 19. század végi villája.
- Evangélikus temploma 1894-ben épült neogótikus stílusban, egy régebbi templom helyén.

## Neves személyek
- Itt született 1752-ben Lehotszky Márton ágostai evangélikus lelkész.
- Itt született 1855. augusztus 29-én Stetka Gyula festőművész.
- Itt volt villája Strobl Alajos (1856-1926) magyar szobrásznak.

## Lásd még
- Feketevág